# Kaneta Kimotsuki
Kaneta Kimotsuki (肝付 兼太?, Kimotsuki Kaneta; Kagoshima, 15 novembre 1935 – 20 ottobre 2019) è stato un doppiatore giapponese.

## Doppiaggio
- Doraemon (Suneo Honekawa)
- Carletto il principe dei mostri (Conte Dracula)
- Nino, il mio amico ninja (Amilcare)
- Le nuove avventure di Pinocchio (Grillo)
- Osomatsu-kun (Iyami)
- Calimero (Piero)
- Cyborg 009 1979 (007)
- Candy Candy (Stear Andrew)
- Tom & Jerry (Tom)
- Galaxy Express 999 (Conduttore)
- Scuola di polizia (alcuni personaggi)
- La sirenetta (Scuttle)
- Gli Aristogatti (Groviera)
- Darkwing Duck (Quackerjack)
- The Mask (Pretorius)
- Pinocchio, Canto di Natale di Topolino e House of Mouse - Il Topoclub (Grillo Parlante)